# Каллигас, Павлос (старший)
Павлос Каллигас (греч. Παύλος Καλλιγάς 1814—1896) — греческий юрист, экономист и управляющий Национальным банком Греции, преподаватель и ректор Афинского университета, историк, переводчик и общественный деятель. 
В качестве политика был депутатом парламента, председателем (спикером) Парламента эллинов и министром в трёх правительствах Греции. 
Его единственный роман охарактеризован как «фундамент современного греческого литературного натурализма».

## Детство
Павлос Каллигас родился в османской Смирне 20 сентября 1814 года, в семье купца Панагиса Анниноса, аристократического происхождения из Каллигата острова Кефалиния, и Софии Маврогордату, коренной гречанки ионийки из Смирны. 
С началом Греческой революции 1821 года, по всей Османской империи прошла волна погромов и резни православного греческого населения, которая затронула не только регионы, принявшие непосредственное участие в восстании, но и регионы, далёкие от его эпицентров. 
Смирна, не принявшая участия в восстании, подверглась резне трижды – 31 марта:Δ-321, 6 апреля:Δ-322 и 3—4 июня:Δ-327.
Семья семилетнего тогда Павлоса сумела бежать в Италию и обосновалась в Триесте, где Павлос вырос. 
В дальнейшем он избрал себе фамилию Каллигас, по месту происхождения отца, в то время как его сестра, Мария, вышла замуж за врача и профессора университета Николаоса Костиса, но сохранила фамилию Аннинос.

## Учёба

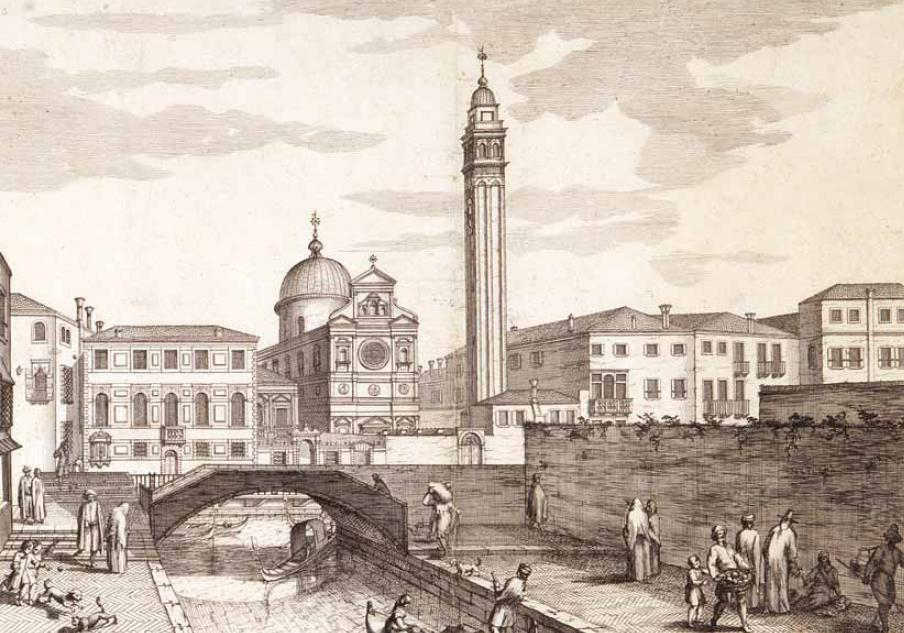
Школа Флангиниса (слева) и Святой Георгий греков (центр).

Павлос Каллигас учился в греческой Школе Флангиниса в Венеции, после чего учился в лицее Хегиер в Женеве. 
В 1834 году он обосновался в Мюнхене, чтобы учиться юриспруденции, философии и истории в Мюнхенском университете. 
В дальнейшем он продолжил свою учёбу в Гейдельберском университете, где получил учёную степень доктора.

## Академическая карьера
Имея немецкое образование и учёную степень, Каллигас был приглашён в возрождённое греческое государство, где с 1833 года правил баварец король Оттон и его регенты.
В 1838 году Каллигас был избран лектором естественного права на юридическом факультете Афинского университета, и оставался на этой должности до 1845 года, когда был уволен правительством Иоанниса Колеттиса. 
В течение этих лет он также преподавал международное право и в 1842 году стал почётным профессором римского права. 
После своего увольнения Каллигас обратился к профессиональной юриспруденции, стал заместителем прокурора Верховного суда Греции (1851—1854). 
В 1854 году Каллигас вернулся на свою должность в университете и в 1862 году он был назначен постоянным профессором. В 1879 году, после выхода Каллигаса на академическую пенсию, ректорат университета провозгласил его почётным профессором. 
Каллигас был деканом юридического факультета Афинского университета (1844—1845, 1865—1866, 1872—1873, 1877—1878), а в период 1869—1870 был ректором Афинского университета.

## Юридическая деятельность
Будучи известным юристом, Каллигас принял участие в комитете составления Гражданского кодекса (1849).
Одновременно со своей академической карьерой, он являлся юридическим советником Национального банка Греции.

### Работы по юриспруденции
Каллигас является автором работ по юриспруденции, в том числе: «Система Римского права в политике Греции» ( Σύστημα Ρωμαϊκού Δικαίου καθ' ά εν Ελλάδι πολιτεύεται (в 5 томах, 1848—1855), «О оскорблениях и формальностях» (Νεαρά περί εξυβρίσεων και περί τύπου), «О разработке политического кодекса в Греции» (Περί συντάξεως πολιτικού κώδικος εις την Ελλάδα και έγραψε ιστορικές και φιλοσοφικές μελέτες.. 
Обратив своё внимание на борьбу политических партий, в 1842 году Каллигас опубликовал работу «Истощение партий, то есть моральные события нашего общества» («Η εξάντλησις των κομμάτων, ήτοι ηθικά γεγονότα της κοινωνίας μας»), в которой заявляет, что триумф какой-либо партии является не её (партии) выгодой, а общей судьбой народа.

## Политическая карьера
В 1843 году Каллигас был избран представителем Афинского университета на Национальном собрании 1843 года, созванном после конституционной революции 3 сентября. 
В период Крымской войны, как результат пророссийской политики и негласной войны против Османской империи, Греческое королевство подверглось морской блокаде и англо-французской оккупации Пирея. 
В мае 1854 года король Отон провозгласил нейтралитет Греции в «Восточной войне» и прекращение деятельности греческих партизанских отрядов на османской территории. Одновременно Оттон был вынужден сформировать новое правительство, которое возглавил его политический противник Александр Маврокордатос.
Новое правительство получило в народе имя «Министерство оккупации». 
В этом правительстве Каллигас принял пост министра юстиции.
В 1862 году Каллигас представлял Аттику на Втором национальном собрании, созванном после низложения и изгнания короля Оттона. 
Являясь полномочным представителем Национального собрания 1862 года, Каллигас внёс заметный вклад в формирование Конституции Греции в 1864 году.
После чего Каллигас стал министром иностранных дел в правительстве Бенизелоса Руфоса (1863) и Зиновиоса Валвиса (1864).
В 1865 году Каллигас стал министром юстиции в правительстве Александра Кумундуроса.
На парламентских выборах 1879 года Каллигас был повторно избран депутатом парламента от Аттики, так же, как на парламентских выборах 1881 года. 
Будучи тесным сотрудником Харилаоса Трикуписа., Каллигас в 1882 году стал министром финансов в правительстве Х. Трикуписа .
В ноябре 1883 года Каллигас был избран председателем (спикером) Парламента эллинов, был переизбран в 1884 году и оставался на этом посту до завершения срока в 1885 году.
На парламентских выборах 1885 года Каллигас потерпел неудачу, после чего он отстранился от активной политики.

### Банковская карьера
После его неудачи на парламентских выборах 1885 года Каллигас был назначен в том же году заместителем управляющего Национального банка Греции и был повышен в 1890 в должность управляющего банком, на посту которого он оставался до самой своей смерти в 1896 году

## Общественная и национальная деятельность

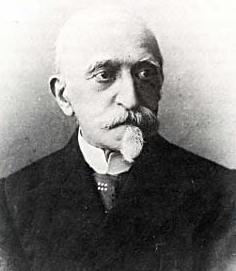
Павлос Каллигас будучи президеном Афинского клуба (1875—1881)

Каллигас был активным членом афинского общества, принимая участие в филологических и научных союзах. Он был учредительным членом и первым президентом (1875—1881) Афинского клуба (Αθηναϊκή Λέσχη), образованного по образцу британских клубοв, членом Гетерии друзей науки острова Керкира (Εταιρεία των Φίλων της Επιστήμης Κέρκυρα), председателем патриотического общества «Национальная оборона» (Εθνική Άμυνα), а также основателем, вместе с историком Константином Папарригопулосом, «Общества распространения греческой письменности» (см литературы и науки - Συλλόγου προς διάδοσιν των ελληνικών γραμμάτων).

### «Национальная оборона»
В период Русско-турецкой войны 1877 года, как и в период Крымской войны, наблюдалось просачивание иррегулярных греческих вооружённых групп на османскую территорию. Одним из обществ, поддерживавших эти группы, было общество «Национальная оборона», в котором Каллигас был председателем. 
Согласно современному английскому историку Дугласу Дакину, бывший премьер-министр Д. Вулгарис, располагал деньгами, полученными из России, и планировал поднять восстания в Эпире, Фессалии, Македонии, во Фракии, в Родопах, в Малой Азии и на островах Крит и Самос. 
С этой целью Вулгарис постоянно находился в контакте с Кумундуросом, Каллигасом и Реньерисом. 
Новое правительство К. Канариса, находясь под постоянным британским давлением и помня о последствиях пророссийской политики в период Крымской войны, в июне 1877 года собрало все патриотические организации в единый центральный комитет под руководством Каллигаса, чтобы держать его под контролем и сдерживать от преждевременных выступлений:200.

## В церковных вопросах
Являясь сторонником идеи приоритета Государства в его отношениях с Церковью, в идеологическом конфликте Феоклита Фармакидиса и Константина Иконому Каллигас поддержал Фармакидиса. 
В прологе своего перевода работы Фридриха Винера (Wiener) «О сборниках и канонах церкви» (Περί των συλλογών και κανόνων της Εκκλησίας) Каллигас поддержал подчинение Церкви Государству как обычного союза. Он принимал как фундаментальную аксиому о автокефалии, но и невмешательство церкви в политику
Он также опубликовал, кроме прочего, работу «Три священницкие степени церкви» («Οι τρεις ιερατικοί βαθμοί της Εκκλησίας»), как и др. работы, посвящённые церковным вопросам.

## Историк
В 1883 году Каллигас издал работу «Средневековая жизнь греческой нации» («Μεσαιωνικός βίος του Ελληνικού έθνους»), а в 1894 году работу «Исследование византийской истории от первого до последнего падения Константинополя» («Μελέται βυζαντινής ιστορίας από της πρώτης μέχρις της τελευταίας αλώσεως 1204—1453»). 
Его историческое видение «осуждало» византийский период греческой истории, что стало причиной открытого противостояния с его сотрудником и соучредителем «Общества распространения греческой письменности» Константином Папарригопулосом. 
В ответ на тезис К. Папарригопулоса о непрерывности греческой нации с древности по сегодняшний день, Каллигас заявляет, что «Византийская империя жила и умерла римским государством». 
Через 80 лет историк Димитрис Фотиадис отмечает, что Каллигас несколько сместил вопрос – Папарригопулос в своём тезисе говорит не о государстве, а о греческом народе, о населении, которое говорило и говорит на греческом языке. Отвечая Каллигасу, Фотиадис пишет в своей работе «Греческая революция»: «(Византийская империя) жила как римское государство и умерла когда она уже становилась греческим государством» :Α-77.

## Писатель Каллигас

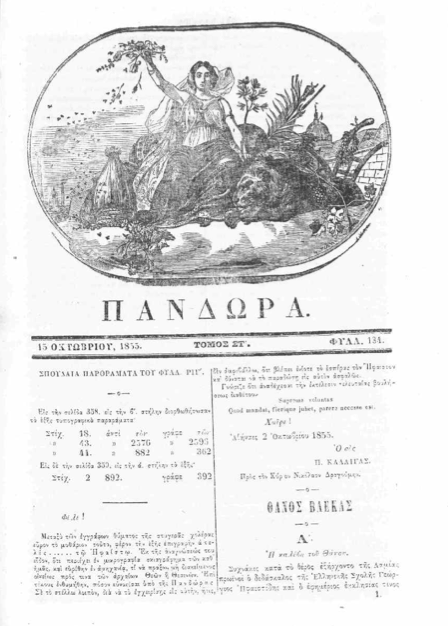
Журнал "Пандора", 15. Октября 1855 года, № 134, опубликовавший роман Каллигаса "Танос Влекас"

В 1855 году Каллигас опубликовал в журнале Пандора свой роман Танос Влекас, который считается одной из самых значительных работ греческой прозы периода 1830—1880 годов 
Это был первый греческий роман того периода, темой которого была реальная жизнь королевства Оттона. 
В отличие от своих современников, писавших романтические романы, Каллигас решился представить реально проблемы, которые мучили страну: анархию, бандитизм в провинции, плохую организацию правосудия и налоговой системы, неравномерное и несправедливое распределение сельскохозяйственных сельскохозяйственных земель, безграмотность народа и духовенства. 
Некоторые фразы романа стали широко цитироваться:

Тот же страх,  что вызывала голова Медузы на щите Афины, вызывал и ротный во главе своих жандармов. 

Для английского историка Д. Дакина этого единственного романа Каллигаса было достаточно, чтобы упомянуть его в числе самых видных греческих писателей XIX века, которые, к сожалению (для Д. Дакина), писали на рафинированной кафаревусе:385.
Однако при всей трудности чтения произведений на кафаревусе для современного читателя Танос Влекас Каллигаса выдержал с 1989 по 2014 год 7 изданий в 7 разных издательствах.

## Семья и потомки
Павлос Каллигас был женат на Марии Мануси из западномакедонского городка Сьятиста, с которой познакомился в Триесте, и имел с ней трёх сыновей: градостроителя, политика и министра Петроса Каллигаса (1856—1940), юриста Георгиоса Каллигаса, и кавалерийского офицера Александроса Каллигаса.
Павлос Каллигас умер 16 сентября 1896 года 1896 года в прибрежном пригороде Афин Нео Фалиро похоронен на Первом афинском кладбище.
Его внуками были византинист Маринос Каллигас (1906—1985) и художник Павлос Каллигас и правнук политик и министр Павлос Геруланос.

## Внешние ссылки
- Aποσπάσματα από το αφήγημα Θάνος Βλέκας Архивная копия от 2 февраля 2019 на Wayback Machine
- Θρύλος, Άλκης. Π. Καλλιγάς (1814—1896) (неопр.) // Νέα Εστία. — 1936. — 1 May (№ τχ. 225). — С. σσ. 604—608.